# Vusi Mahlasela
Vusi Sidney Mahlasela ka Zwane (Lady Selborne (Pretoria), 1965) is een Zuid-Afrikaanse zanger, gitarist en componist.

## Biografie
Vusi Mahlasela heeft zijn vader nooit ontmoet. Sinds zijn moeder Modiegi Anna Mahlasela vroeg overleed, groeide hij op bij zijn grootouders in de Zuid-Afrikaanse nederzetting Vlakfontein (tegenwoordig: Mamelodi), waar hij nog steeds woont. Daar kwam hij al snel in aanraking met Afrikaanse muziek en poëzie: "Ik leerde zingen voordat ik zelfs maar kon spreken!" Hij maakte zijn eerste gitaar uit een oliereservoir en bespande hem met snaren van vislijn. Op zijn zeventiende had hij al zijn eerste optredens gehad en begon hij zijn eigen liedjes te schrijven en te componeren. Later werd hij aanzienlijk beïnvloed door de muziek van Philip Thabane en Miriam Makeba en de poëzie van Lesego Rampolokeng. In 1991 bracht hij zijn eerste album When You Come Back uit, dat meteen enthousiast werd ontvangen in Zuid-Afrika. Hij schrijft zijn liedjes zelf, zingt en speelt akoestische gitaar en percussie.
Politiek gekant tegen het apartheidsregime sinds zijn jeugd, werd hij in 1994 uitgenodigd om te verschijnen toen Nelson Mandela aantrad. In hetzelfde jaar bracht hij zijn tweede album The Wisdom of Forgiveness uit, dat in de programmatische titel al zijn steun voor Mandela's verzoeningsbeleid laat zien. Zijn derde album Silang Mabela (1997) ontving twee prijzen van de South African Musicians' Association. In 2002 speelde en zong hij vier nummers in de Zuid-Afrikaanse muziekfilm Amandla! A Revolution in Four-Part-Harmony. Zijn muziek is pakkend, niet-agressief, maar nooit oppervlakkig en gebruikt het typische Afrikaanse ritme en harmonie met jazzy tonen. In zijn zachte liedjes gaat hij in op sociale problemen in zijn land en werkt hij aan verzoening. Nadine Gordimer noemde hem een nationale schat.

## Discografie
- 1991: When You Come Back
- 1994: The Wisdom of Forgiveness
- 1997: Silang Mabele
- 2000: Miyela Afrika
- 2002: Jungle of Questions
- 2003: Vusi Mahlasela: The Voice compilatie
- 2003: Amandla! Original Soundtrack – 4 songs
- 2006: Naledi Ya Tsela
- 2007: Guiding Star
- 2011: Say Africa

## Films
- 2002: Amandla! (als muzikant)
- 2005: Tsotsi (als componist van filmmuziek)

- Biblioteca Nacional de España: XX4775288
- Bibliothèque nationale de France: cb13961100w (data)
- Gemeinsame Normdatei: 135128447
- International Standard Name Identifier: 0000 0001 1625 2083
- Library of Congress Control Number: no00058512
- MusicBrainz: bba868d4-974d-4b3b-a09f-ceef888da5b8
- Nationale Bibliotheek van Tsjechië: xx0169495
- Nationale Bibliotheek van Israël: 987007324793205171
- SNAC: w6j70mmq
- Système universitaire de documentation: 170323404
- Virtual International Authority File: 173149294489280522883